# Delta megye (Colorado)
Delta megye az Amerikai Egyesült Államokban, azon belül Colorado államban található. Megyeszékhelye és legnagyobb városa Delta. Lakosainak száma 31 196 fő (2020. április 1.). Delta megye Mesa, Gunnison és Montrose megyékkel határos.

## Népesség
A megye népességének változása:
| Lakosok száma | 30 868 | 30 366 | 30 422 | 30 483 | 29 979 | 31 196 |
|               | 2010   | 2011   | 2012   | 2013   | 2015   | 2020   |